# Irina Müller
Irina Müller (n. 10 octombrie 1951, Leipzig, RDG) este o canotoare ce a reprezentat Germania, medaliată olimpică. A participat la o ediție a Jocurilor Olimpice (1976) în care a câștigat o medalie de aur.